# 前河前墓群
前河前墓群，位于山东省烟台市莱阳市中荆乡，是中华人民共和国山东省文物保护单位之一。
1977年12月23日，授予山东省文物保护单位，是一座古墓葬。